# Барчиґлув
Барчиґлув (пол. Barczygłów) — село в Польщі, у гміні Старе Място Конінського повіту Великопольського воєводства.
Населення — 509 осіб (2011).
У 1975-1998 роках село належало до Конінського воєводства.

## Демографія
Демографічна структура станом на 31 березня 2011 року:
|          | Загалом | Допрацездатний вік | Працездатний вік | Постпрацездатний вік |
| -------- | ------- | ------------------ | ---------------- | -------------------- |
| Чоловіки | 254     | 68                 | 169              | 17                   |
| Жінки    | 255     | 68                 | 143              | 44                   |
| Разом    | 509     | 136                | 312              | 61                   |